# Халін Володимир Олександрович
Володи́мир Олекса́ндрович Ха́лін (21 жовтня 1983 — 31 липня 2014) — старший сержант 25-ї окремої повітрянодесантної бригади Збройних сил України, учасник російсько-української війни.

## Короткий життєпис
Народився 1983 року в місті Дніпропетровськ. Закінчив дніпропетровську щколу № 72.
У часі війни — старший стрілець, 25-та окрема повітрянодесантна бригада.
31 липня 2014-го загинув під час спроби батальйону 25-ї бригади здобути штурмом Шахтарськ.
Терористи тимчасово поховали полеглих біля недобудованої церкви в парку Шахтарська — разом з побратимами: Артемом Джубаткановим, Євгеном Сердюковим, Олексієм Сєдовим, Станіславом Трегубчаком, Петром Федорякою, та, можливо — Володимиром Самишкіним. Вважається зниклим старший лейтенант Шатайло Михайло Сергійович — тіло не ідентифіковане.
9 жовтня 2014-го його тіло ексгумували пошуковці місії «Евакуація-200» та привезли до Дніпропетровська. Похований на Краснопільському цвинтарі Дніпропетровська як невідомий № 789. Згодом упізнаний за тестами ДНК.
Без брата лишилась сестра Ганна; без сина — мама Віта Гадяцька.

## Нагороди та вшанування
За особисту мужність і героїзм, виявлені у захисті державного суверенітету та територіальної цілісності України, вірність військовій присязі під час російсько-української війни, відзначений — нагороджений
- 31 липня 2015 року — орденом «За мужність» III ступеня
- відзнака Міністра Оборони України «За воїнську доблесть»
- його портрет розміщено на меморіалі «Стіна пам'яті полеглих за Україну» у Києві: секція 2, ряд 1, місце 27
- на фасаді НВК № 72 у Новокодацькому районі міста Дніпра 2020 року урочисто відкрито меморіальну дошку його честі.[1]